# Mnesarete devillei
Mnesarete devillei – gatunek ważki z rodziny świteziankowatych (Calopterygidae). Występuje w zachodniej części Ameryki Południowej; stwierdzony w Ekwadorze, Peru i Boliwii.